# Combat Mission
Combat Mission è una serie di videogiochi di strategia a turni con esecuzione contemporanea della mossa.
I primi tre episodi in commercio riguardano la seconda guerra mondiale, il quarto è ambientato nel presente:
- Combat Mission: Beyond Overlord (2000) - fronte occidentale
- Combat Mission: Barbarossa to Berlin (2002) - campagna orientale
- Combat Mission: Afrika Korps (2004) - scenari in Nordafrica e sud Europa
- Combat Mission: Shock Force (2007) - guerra in scenario moderno tra USA/alleati e Siria

Ogni partita si svolge su una mappa di dimensione fino a 3×3 km e rappresenta una simulazione di una battaglia a livello di compagnia o battaglione. 
I due contendenti assumono la parte dell'Asse e degli Alleati e possono scegliere quale nazione rappresentare.
All'inizio si scelgono le forze e si dispongono su una mappa tridimensionale. In questa fase si ha a disposizione un
punteggio con cui si possono acquistare le unità che possono andare dall'osservatore di artiglieria al singolo carro armato alla singola squadra di granatieri. 
La partita prosegue a turni: i due giocatori hanno a disposizione per ogni unità una serie di azioni, come muoversi (strisciare, corsa, marcia, assalto), sparare, coprire una zona, eccetera. Le mosse vengono scelte all'insaputa di quello che farà l'avversario ovvero al buio. L'effettiva esecuzione della mossa che rappresenta un minuto di battaglia viene eseguita poi dal computer e rappresentata sullo schermo in 3D. 
Nel minuto di esecuzione, l'algoritmo di simulazione esegue i comandi tenendo conto di vari aspetti quali: la balistica dei colpi, la visione delle unità tra loro, il comportamento dei soldati e dei mezzi sul terreno e i danni subiti.
Alla fine della simulazione di un minuto si prosegue con una fase di comandi e così via in modo alternato.
La simulazione può finire per esaurimento dei turni o per resa o tregua.
La composizione delle forze è molto ben modellata e fedele a quelle della seconda guerra mondiale per ogni esercito rappresentato.
Il campo di battaglia può essere costruito mediante un editor 3D molto ben fatto. La comunità web degli appassionati è molto vivace, si organizzano tornei, si costruiscono nuovi scenari e mappe, si modificano le texture dei vari mezzi coinvolti.
Nell'ultimo capitolo poi, CMSF, è stato introdotto il real-time, si è passati dalla WW2 alla guerra moderna e si è implementata una grafica di stampo più moderno.